# Oselce
Oselce är en ort i Tjeckien.   Den ligger i regionen Plzeň, i den västra delen av landet, 90 km sydväst om huvudstaden Prag. Oselce ligger 599 meter över havet och antalet invånare är 365.
Terrängen runt Oselce är huvudsakligen platt, men västerut är den kuperad. Oselce ligger uppe på en höjd.Runt Oselce är det ganska tätbefolkat, med 72 invånare per kvadratkilometer. Närmaste större samhälle är Blatná, 15,1 km öster om Oselce. Trakten runt Oselce består till största delen av jordbruksmark.